# Johanna Koning
Johanna « Ans » Koning (née le 27 mars 1923 à La Haye et morte le 22 juillet 2006 à Capelle aan den IJssel) est une athlète néerlandaise spécialiste du lancer du javelot. 

## Biographie

### Palmarès
| Date | Compétition           | Lieu    | Résultat | Performance |
| ---- | --------------------- | ------- | -------- | ----------- |
| 1946 | Championnats d'Europe | Oslo    | 3e       | 43,24 m     |
| 1948 | Jeux olympiques d'été | Londres | 6e       | 40,33 m     |

### Records
| Épreuve           | Performance | Lieu | Date         |
| ----------------- | ----------- | ---- | ------------ |
| Lancer du javelot | 44,28 m     | Oslo | 25 août 1946 |